# 申能（集团）
申能（集团）有限公司於1996年成立，主要從事中國上海及華東地區的電力、石油、天然氣等能源基礎建設項目的投資、建設和管理，為上海市的國有企業。
子公司申能股份有限公司（上交所：600642），在1993年於上海證券交易所上市，是中國電力能源行業首家上市公司。

## 連結
- 申能集團有限公司